# Amar y vivir (serie de televisión de 2020)
Amar y vivir es una serie de televisión colombiana producida por Fox Telecolombia para Caracol Televisión en 2020. Es una versión moderna de la historia que se encuentra basada en la serie de televisión homónima de 1988, original de Germán Escallón y Carlos Duplat que era producido por Colombiana de Televisión y era emitido por Cadena Uno.
Está protagonizada Ana María Estupiñán y Carlos Torres, con las participaciones antagónicas de Mario Duarte, Jairo Ordóñez, Alden Rojas, Juana del Río y Xilena Aycardi. Cuenta, además, con las actuaciones especiales de un destacado grupo de actores como Julio Sánchez Cóccaro, Pedro Mogollón, Alina Lozano, Valeria Galviz, Jim Muñoz, Juan Millán y Yuri Vargas.
La serie se estrenó el 7 de enero de 2020 y finalizó el 14 de abril de 2020.
El servicio de transmisión de video Netflix adquirió la serie para su distribución en todo el mundo. A diferencia de su transmisión original, Netflix muestra un total de 69 episodios.

## Sinopsis
Irene Romero es una joven sencilla y humilde que sueña con convertirse en una cantante famosa. Ella trabaja en el puesto de frutas de la plaza La Milagrosa junto a su madre Magola, una mujer autoritaria que no desea ver los deseos de su hija realizarse, porque piensa que el mundo de la música no está al alcance de sus posibilidades económicas y sociales. Sin embargo, Irene no planea dejar sus aspiraciones de lado y, en compañía de unos amigos y de su padre Salvador (quien se encuentra sumido en un alcoholismo crítico), forma un grupo musical llamado Los Milagrosos, con el que asiste a fiestas, reuniones y demás eventos con el objetivo de ser reconocidos entre el gusto popular.
Por su parte, Joaquín Herrera es un muchacho campesino que acaba de regresar a su casa en un pequeño pueblo apartado de la ruidosa ciudad, luego de prestar el servicio militar. Al llegar, se da cuenta de la opresión que han sufrido su mamá Josefa y su hermana Alba por parte de Lauro, el terrateniente más respetado de todos los alrededores, el cual les ha quitado una gran parte de las tierras que por derecho les corresponden. Mientras estaba denunciando la tiranía de la que han sido víctimas, su casa se incendia, lo que termina en la muerte de Doña Josefa y en la aparente desaparición de Alba. Desesperado, trata de rescatar a su hermana, descubriendo que se encuentra secuestrada en una casa propiedad del hijo de Lauro, quien está obsesionado por la joven. Joaquín logra ingresar y sacarla de allí, pero es golpeado y casi masacrado en el intento. Luego, terminan arrojándolo a un río. Alba logra escapar con destino a una plaza de mercado de la capital, creyendo haber perdido a todos sus seres queridos y teniendo que iniciar una nueva vida. Ya en la ciudad, cambia de nombre y consigue trabajo en un bar como bailarina exótica. 
Joaquín queda vivo y tarda meses buscando a Alba en la mayoría de plazas de mercado de Bogotá, hasta que conoce a Irene en un café internet cerca a La Milagrosa. Él le cuenta el motivo por el que huyó de su hogar y ella le dice que está dispuesta a brindarle todo el apoyo que necesita para el hallazgo de su hermana. Sin saberlo, sus destinos se cruzan y pronto se darán cuenta de que no pueden vivir el uno sin el otro. No obstante, su relación se verá empañada por múltiples obstáculos y circunstancias, cuando Joaquín empiece a trabajar como mecánico en un taller aledaño a la plaza, que sirve como fachada para el tráfico ilegal de autopartes. El joven se involucrará en el peligroso mundo criminal, y la ambición y el anhelo por saber dónde está Alba, lo llevarán a terminar trabajando para la mafia.

## Reparto
- Ana María Estupiñán como Irene Romero de Herrera
- Carlos Torres como Joaquín Herrera
- Yuri Vargas como Rocío del Pilar Galindo de Portilla
- Jim Muñoz como Diego Portilla
- Julio Sánchez Cóccaro como Salvador Romero
- Alina Lozano como Magola de Romero (divorciada) / Magola de Portilla (casada)
- Valeria Galviz como Alba Lucía Herrera de Portilla / Nina
- Juan Millán como Bryan Felipe Portilla
- Luis Hurtado como Lauro
- Fernando Bocanegra como Lauro Jr.
- Juana del Río como Celeste Villamarín «La Chacha»
- Mario Duarte como Delio Villamizar
- Alejandro Guerrero como Varela
- Salvador Bridges como Hernán Quintero
- Julián Beltrán como Luis Quintero «El Padrino»
- Alexander Páez como Humberto
- Isabel Gaona como Mayra
- Néstor Alfonso Rojas como Juan Domingo Solano
- Ivonne Gómez como Jenifer Solano «Jenny Patines»
- Jorge Soto como Juan Gabriel
- Joaquín Araujo como Teto
- Germán de Greiff como Michael
- Hernán Monsalve como Cecilio
- Pedro Mogollón como Lubián Portilla
- Sandra Guzmán como Brigitte
- Lina Nieto como Yuri
- Vilma Vera como Elena
- Jairo Ordóñez como Etilio Cuéllar
- Alden Rojas[4] como Peluche
- John Velandia como Rolo
- Xilena Aycardi como Julia Linero
- Camila Jiménez como Coronel Molina
- Sarah Shvets Torres como Intendente Carolina Prada
- Mauricio Montoya como Perea
- Fernando de la Pava como Agente Padilla
- Astrid Junguito como Josefa de Herrera+
- Margarita Reyes como Presentadora de noticias
- Jorge Puig como Víctor González

### Invitados especiales
- Paola Jara como ella misma
- Jessi Uribe como el mismo
- Francy como ella misma
- Giovanny Ayala como el mismo
- Andrés Parra como Alexis
- John Carreño como el mismo
- JOAL como el mismo